# Armandinho, Dodô & Osmar
Armandinho, Dodô & Osmar é um grupo musical brasileiro com origem na Bahia. É liderado pelo guitarrista Armandinho e integrado pelos seus irmãos,  Aroldo, André e Betinho, todos filhos do músico Osmar Macedo, da dupla Dodô e Osmar, criadora do trio elétrico. O conjunto é conhecido pelas apresentações no carnaval de Salvador, com seu trio que faz referências às origens das festividades. Atualmente, o grupo atua como Armandinho e Irmãos Macêdo. O nome do grupo é contestado pelos herdeiros de Dodô.

## História

### Origem do Trio Elétrico Dodô & Osmar
No carnaval de 1950, o radio-técnico Dodô e o engenheiro Osmar criaram um violão elétrico que não tivesse microfonia. Usando um Ford 1929, passaram a tocar nas ruas de Salvador, sendo um marco da popularização da festa. No ano seguinte, eles convidaram o amigo Temístocles Aragão. Como cada um tocava um instrumento elétrico, os três eram chamados de trio elétrico, daí surgindo o nome do equipamento. Segundo Armandinho, "Trio Elétrico era o nome da banda de seu pai, mas acabou virando o nome do caminhão com a chegada de novos grupos, pois o público dizia lá vem outro trio elétrico…." Já a estrutura de Dodô e Osmar passou a aumentar, principalmente com a chegada de patrocinadores.
Os filhos de Osmar Macedo passaram a ficar em cima do caminhão já na década de 1960, ainda na infância. O trio elétrico popularizou-se em 1969, quando Caetano Veloso gravou Atrás do Trio Elétrico. Já em 1970, o trio elétrico virou um palco, dando mais visibilidade aos músicos. Os vocais ganharam destaque, sendo que Moraes Moreira cantou no trio de Dodô e Osmar em 1975.

### Grupo musical
O trio elétrico também passou a ser um conjunto musical em 1974. Na época, os próprios Dodô e Osmar lançaram um álbum em 1975 pela gravadora Continental para comemorar o jubileu de prata de 25 anos da criação do trio elétrico. Moraes Moreira também participa do álbum.
O nome de Armandinho apareceu pela primeira vez no álbum de 1977. Segundo o músico, foi uma imposição do próprio Osmar para que o filho seguisse o legado do trio elétrico. "Agora você é quem vai conduzir o barco", teria dito Osmar. Desde então, a banda passou a se chamar Armandinho e o Trio Elétrico Dodô & Osmar e, posteriormente, Armandinho, Dodô & Osmar.
A banda fez sua primeira apresentação internacional em 1978, quando Aroldo, André e Armandinho participaram do show do A Cor do Som, durante a Noite Brasileira do Festival de Jazz de Montreux.
Em 1982, a banda não tocou no carnaval de Salvador por falta de financiamento. Repetiram, a ausência em 1986, ano em que fizeram sucesso com a música Chame Gente, que só ficou atrás de Fricote, de Luiz Caldas.
Dodô morreu em 1978 e Osmar em 1997, com o funeral sendo acompanhado pelas músicas do álbum Filhos da Alegria, até então o disco mais recente de Armandinho, Dodô & Osmar.
Em 2000, a banda lançou o disco Jubileu de Ouro, comemorativo aos 50 anos do trio elétrico.O disco trouxe gravações inéditas e versões de músicas como Bolero, de Ravel, e Something, de George Harrison. 

## Discografia[10][7]
- 1975 - Jubileu de Prata (Continental)
- 1976 - É a Massa (Continental)
- 1977 - Pombo Correio (Continental)
- 1977 - Bahia... Bahia... Bahia (Continental)
- 1978 - Ligação (Continental)
- 1980 - Vassourinha Elétrica (WEA)
- 1980 - Viva Dodo & Osmar (Continental)
- 1981 - Incendiou o Brasil (WEA)
- 1983 - Folia Elétrica (Som Livre)
- 1985 - Chame Gente (RCA Victor)
- 1987 - Aí eu Liguei o Rádio (RCA Victor)
- 1988 - Trio Espacial (SBK Songs/CBS)
- 1992 - Estado de Graça (RGE)
- 1996  - Filhos da Alegria
- 2000 - Jubileu de Ouro (Geleia Geral/Warner)